# Exalbidion pallisterorum
Exalbidion pallisterorum là một loài nhện trong họ Theridiidae.
Loài này thuộc chi Exalbidion. Exalbidion pallisterorum được Herbert Walter Levi miêu tả năm 1959.